# Sprachen in Frankreich
Französisch ist die Amts- und allgemeine Unterrichtssprache der Französischen Republik und die meistverbreitete Umgangssprache Frankreichs.
In zahlreichen Regionen des Landes sind weitere Sprachen verbreitet (allophone Regionen), die dort bereits vor der Ausbreitung des Französischen und der Einrichtung des Französischen als allgemeine Verwaltungs- und Gerichtssprache gesprochen wurden und heute noch von einer Minderheit der Bevölkerung beherrscht werden. Diese Sprachen werden in der Regel als Regionalsprachen bezeichnet und gliedern sich mitunter in Dialekte. Sie sind vor allem in Südfrankreich und Rand- und Grenzgebieten, etwa im Elsass, der Bretagne und auf Korsika beheimatet. In den Übersee-Départements (DOM) und Überseegebieten (ROM) werden außer Französisch weitere Sprachen, überwiegend auf dem Französischen basierende Kreolsprachen, gesprochen.
Daneben sind in Frankreich territorial nicht eingrenzbare Sprachen verschiedener Einwanderergruppen feststellbar, deren Gebrauch in Frankreich in der Regel rein informellen Charakter hat. Die verbreitetste von diesen dürfte das Arabische, insbesondere in seinen maghrebinischen Ausprägungen, sein. Daneben existieren große Gruppen, deren Muttersprache Portugiesisch, Spanisch, Italienisch, Griechisch, Vietnamesisch, Polnisch etc. oder eine Mundart einer dieser Sprachen ist. Auch schwarzafrikanische Sprachen sind infolge von Migration verbreitet.
Der französische Staat erhebt keine Daten über den Gebrauch und die Verbreitung der Regional- oder Minderheitensprachen. Dazu liegen jedoch aus verschiedenen Jahrzehnten Einzelstudien aus dem Wissenschaftsbereich vor. Die Französische Republik verfolgt eine aktive Sprachpolitik, die auf die Einheit des Staates achtet, die französische Sprache auf nationaler, aber auch auf internationaler Ebene fördert (Francophonie) und alle anderen Sprachen Frankreichs, die historischen wie die durch Migration eingeführten, hauptsächlich auf den privaten Bereich und kleine Teile des Bildungswesens beschränkt (Französische Sprachpolitik).
Als Fremdsprache wird im schulischen Unterricht heute vor allem das Englische gelehrt; nahezu 100 Prozent aller Schüler lernen es. Die zweithäufigste Fremdsprache im Schulunterricht ist nach Angaben aus dem Jahr 2012 das Spanische, das von 44,2 Prozent der Schüler gelernt wird, und die dritthäufigste Deutsch (15,3 Prozent). Im Lycée, der Sekundarstufe II, lernen nach Angaben aus dem Jahr 2022 noch etwas 3 Prozent der Schüler Latein. In konfessionellen Zusammenhängen werden auf informeller Ebene weitere Sprachen unterrichtet, namentlich Arabisch in muslimischen Gemeinden und Hebräisch in jüdischen Gemeinden.

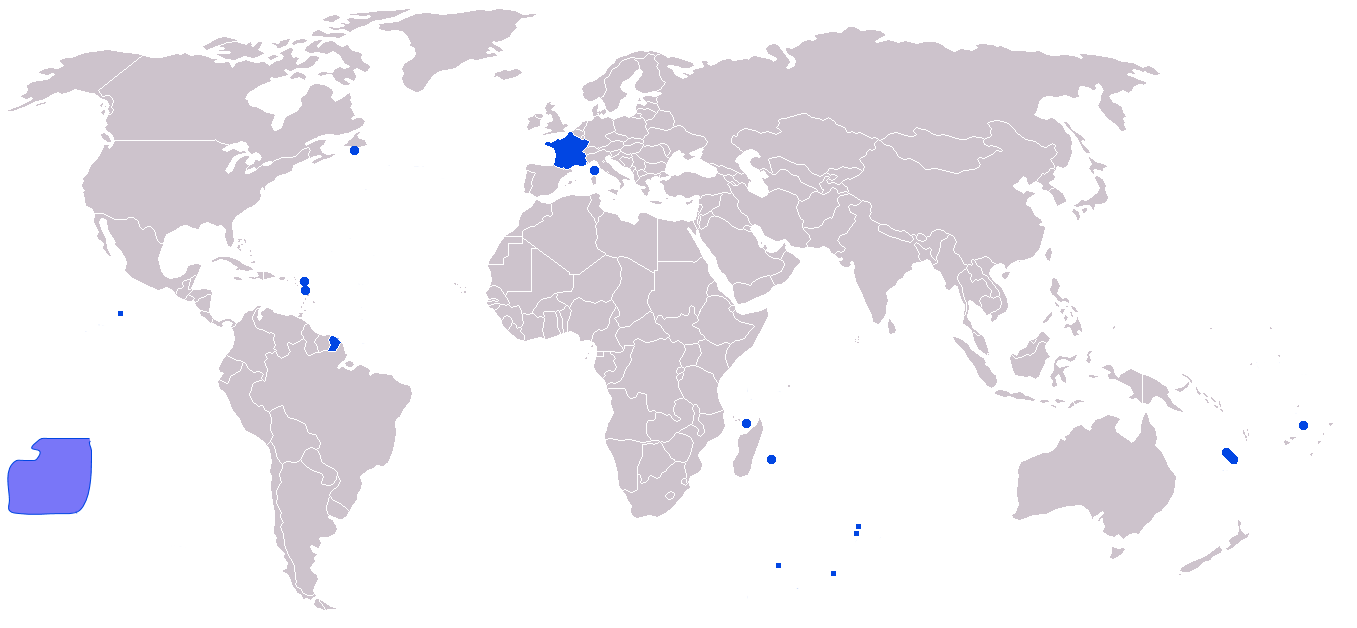
Frankreich und seine DOM/ROM

## Gliederung

Sprachen und Dialekte im französischen Sprachraum Europas, darunter insbesondere die Varietäten der Langues d’oïl (in Grün- und Gelbtönen, weinrot in der Normandie), der Langues d’oc (rot, im gesamten Süden), des Frankoprovenzalischen (blau, im Lyoner und Alpenraum) sowie weiterer Sprachen (Flämisch, Bretonisch, Baskisch, Katalanisch, Korsisch, Elsässisch etc. in den Randgebieten)

In der unten folgenden Übersicht sind – nach Sprachfamilien geordnet – Sprachen aufgeführt, die in Frankreich und seinen überseeischen Gebieten gebräuchlich sind. Ihre historischen Dialekte sind als Unterpunkte teilweise genannt. Die historischen Dialektzonen des Französischen sowie die Regionalsprachen des europäischen Teils des französischen Staatsgebiets, teilweise ebenfalls in Dialektzonen untergliedert, sind außerdem auf der Karte rechts abgebildet.
In Bevölkerungsgruppen oder Regionen, in denen noch andere Sprachen oder Dialekte als das Französische oder andere neben dem Französischen gebräuchlich sind, werden vor allem die jeweils in der Tabelle untergeordneten Ausprägungen der genannten Sprachen oder Dialekte gesprochen, z. B. im Falle von Deutsch elsässische, lothringische und weitere regionale Mundarten, im Falle von Okzitanisch provenzalische, gaskognische, languedokische Mundarten und im Falle von Arabisch algerische, marokkanische etc., hingegen nicht die Hoch- oder Schriftsprache Deutsch, Okzitanisch bzw. Arabisch. Die Funktion der Hochsprache übernimmt in Frankreich qua rechtlichem Status und allgemeinem Verbreitungsgrad nahezu ausschließlich das Französische.
Im eingeschränkt vorhandenen regionalsprachlichen Unterricht im Schulwesen sowie in den wenigen Druckmedien, die sich nicht des Französischen bedienen, wird meist eine überregionale oder vereinheitlichte Schrift- oder Sprachform der Minderheitensprachen verwendet. D. h. im Elsass wird in Schulen in der Regel Hochdeutsch und nicht Elsässisch gelehrt, in Französisch-Flandern meist Niederländisch und nicht Flämisch und im Roussillon das in der spanischen Region Katalonien übliche Schriftkatalanisch und nicht die lokale ostkatalanische Varietät Rossellonès. Ausnahmen bilden Druckwerke, die gezielt einen lokalen Dialekt abbilden wollen, sowie das Korsische, das sich im 20. Jahrhundert als eigenständige Sprache gegenüber dem Italienischen emanzipiert hat und somit auf Korsika Schrift- und Schulsprache (neben der Hauptsprache Französisch) ist. Auch im mündlich geprägten Medium Hörfunk kommen lokale Sprachformen vor, soweit sich Hörfunksender einer der Minderheitensprachen bedienen (etwa Elsässisch, nicht Deutsch, in Regionalprogrammen des staatlichen Hörfunksenders France Bleu).
Die in Frankreich verbreitetsten Sprachen sind lateinischen Ursprungs, also romanische Sprachen, und gehören zur Galloromania. Keltische Sprachen, die vor der Eroberung Galliens durch die Römer und damit vor Ausbreitung des Lateinischen in Frankreich bis in die Antike verbreitet waren, sind nicht mehr vorhanden; Bretonisch ist nicht festlandkeltisch, sondern eine britannische Varietät des Inselkeltischen. Nur Baskisch wurde bereits in vorrömischer Zeit in Südwestfrankreich gesprochen. Griechische und phönizische Sprachinseln (am Mittelmeer) verschwanden unter römischer Herrschaft gänzlich.

### Indogermanische Sprachen

#### Romanische Sprachen
- Galloromanische Gruppe
  - Langues d’oïl
    - Champenois
    - Französisch
    - Pikardisch
    - Wallonisch
    - Normannisch
    - Gallo (in der Bretagne)
    - Lothringisch (Lorrain)
    - Franc-Comptois in der Franche-Comté

  - Frankoprovenzalisch
  - Okzitanisch
    - Nordokzitanisch
    - Südokzitanisch
      - Provenzalisch
        - Nissart
        - und weitere

      - Languedokisch
      - Gaskognisch

- Iberoromanische Gruppe
  - Katalanisch
    - Ostkatalanisch

- Italoromanische Gruppe
  - Korsisch
  - Ligurisch

#### Germanische Sprachen
- Deutsch
  - Elsässische Dialekte
  - Lothringische Dialekte
  - Mosel-Fränkisch
  - Jenisch
  - Südfränkisch

- Niederfränkisch
  - Niederländisch
    - Westflämisch

- Jiddisch
  - Ostjiddisch

#### Keltische Sprachen
- Bretonisch
  - KLT-Dialektgruppe:
    - Kerneveg (frz. Cornouaillais)
    - Leoneg (frz. Léonard)
    - Tregerieg (frz. Trégorrois)
    - Goueloù (frz. Goélo)

  - Gw-Dialektgruppe:
    - Gwenedeg (frz. Vannetais)

#### Indoiranische Sprachen
- Romani

### Kreolsprachen
- Antillen-Kreolisch (Guadeloupe, Martinique)
- Réunion-Kreolisch (Réunion)

### Austronesische Sprachen
- die Sprachen Neukaledoniens (Kanak-Sprachen)
- Wallisianische Sprache (Wallis und Futuna)
- Futunische Sprache (Wallis und Futuna)
- Shibushi/Kibushi (Mayotte)
- Tahitianische und andere Marquesische Sprachen (Französisch-Polynesien)

### Bantusprachen
- Shimaore/Mahorais, ein Swahili-Dialekt (Mayotte)

### Indigene amerikanische Sprachen
- Arawak-Sprachen
- Carib-Sprachen z. B. Wayana (Französisch-Guayana)
- Tupí-Guaraní-Sprachen z. B. Wayapi (Französisch-Guayana)

### Isolierte Sprachen
- Baskisch

### Afroasiatische Sprachen

#### Semitische Sprachen
- Arabisch
  - Maghrebinisch-Arabisch
    - Marokkanisch-Arabisch
    - Algerisch-Arabisch
    - und weitere

#### Berbersprachen
- Kabylisch
- und andere

### Gebärdensprachen
- Langue des signes française